# Dormi amore
Dormi amore (с итал. — «Спи, любовь») — песня известного итальянского певца и актёра Адриано Челентано из его сорокового альбома, Dormi amore, la situazione non è buona.

## Описание
11 января 2008 года песня была выпущена в качестве второго сингла с альбома Dormi amore, la situazione non è buona. Авторы песни — композитор Джанни Белла и поэт-песенник Могол. На телевидении песня была исполнена Челентано в рамках его шоу La situazione di mia Sorella non è buona (с итал. — «С моей Сестрой не всё в порядке»).

## Список композиций
| №  | Название      | Автор(ы)            | Длительность |
| -- | ------------- | ------------------- | ------------ |
| 1. | «Dormi amore» | Могол, Джанни Белла | 5:31         |

## Участники записи
- Адриано Челентано — вокалист.
- Джанни Белла, Могол — авторы (слова и музыка).
- Леле Мелотти — ударная установка.
- Массимо Варини — гитара.
- Майкл Томпсон — гитара.
- Роберто Галлинелли — бас-гитара.
- Ленни Кастро — перкуссия.
- Антонелла Пепе, Сильвио Поццоли, Лука Веллетри, Морено Феррара — бэк-вокал.
- Фио Дзанотти — фортепиано, клавишные, аранжировки, синтезатор.